# Abrosoma nebulosum
Abrosoma nebulosum är en insektsart som först beskrevs av John Obadiah Westwood 1859.  Abrosoma nebulosum ingår i släktet Abrosoma och familjen Aschiphasmatidae. Inga underarter finns listade i Catalogue of Life.